# ВНИИПАС

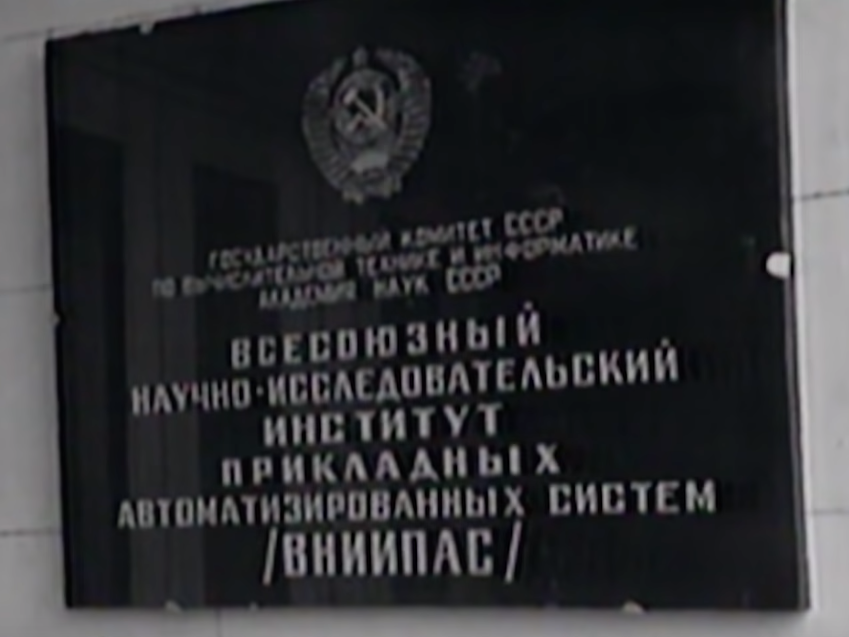
Вывеска на входе ВНИИПАС, кадр из передачи Анатолия Клёсова (Гостелерадио СССР), показанный в сериале Андрея Лошака

 Всесоюзный научно-исследовательский институт прикладных автоматизированных систем Государственного комитета СССР по науке и технике и Академии наук СССР (ВНИИПАС) — советский научно-исследовательский институт, занимавшийся компьютерной связью и впервые соединивший СССР с международными компьютерными сетями на официальном уровне. Центральный узел советской компьютерной сети «Академсеть». Существовал с 1982 по 1995 год.

## Возникновение

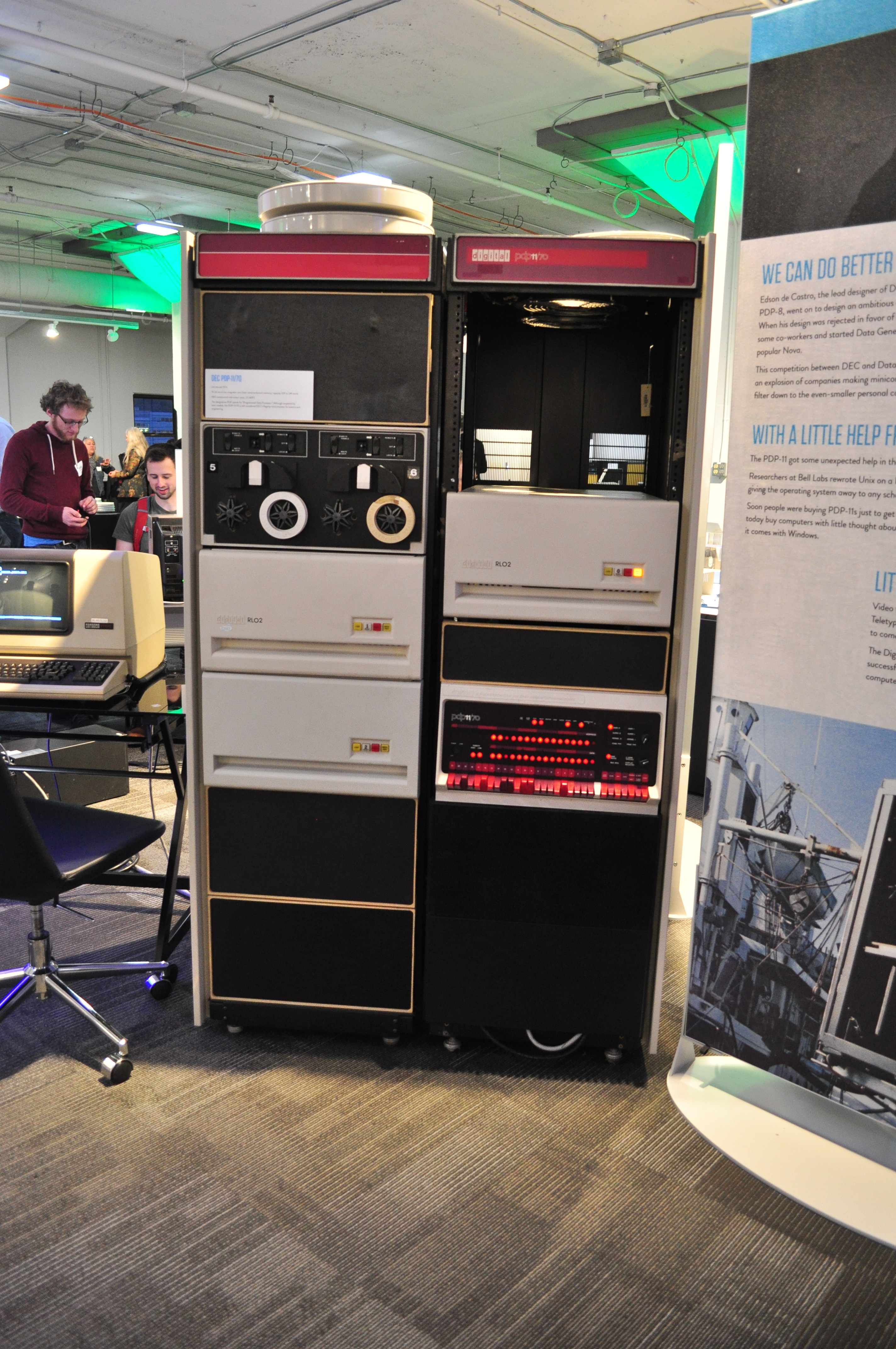
Компьютер PDP-11/70 — на аналогичный компьютер в Австрии приходил сигнал из ВНИИПАС

Изначально находился в Москве по адресу ул. Неждановой (Брюсов переулок), д. 2а. Был выделен в 1982 году из состава Всесоюзного научно-исследовательского института системных исследований (ВНИИСИ). ВНИИСИ, в свою очередь, был образован в 1976 году как советский филиал Международного института прикладного системного анализа (МИПСА/IIASA) при Римском клубе. МИПСА был создан в 1972 году по инициативе СССР и США для обмена научной информацией, затем к его работе присоединились другие страны.
ВНИИПАС выполнял функции центрального узла развивавшейся с 1978 года «всесоюзной академсети» и узла международной компьютерной связи. Впервые международная связь была установлена между ВНИИСИ и МИПСА — для этого в 1978 году был организован канал передачи цифровых данных по телефонным линиям и протоколу X.25, который соединил СССР и Австрию, где находится МИПСА. В австрийской столице Вене советские модемы соединялись с компьютерной сетью RADAUS DATA оператора связи Radio Austria, откуда далее был доступ к другим международным сетям. На базе ВНИИПАС возникла советская сеть ИАСНЕТ, которой стали пользоваться советские государственные учреждения и учреждения в «странах соцлагеря».

Директор ВНИИПАС профессор Олег Смирнов в интервью 2013 года сообщал: 
«В октябре 1972 года СССР, США и ещё 10 стран мира из Восточного и Западного политических блоков подписали в Лондоне документ о создании Международного института прикладного системного анализа (IIASA), который разместился в Австрии, в городке Лаксенбург (в 16 километрах от Вены). Этому предшествовали шестилетние усилия американского президента Линдона Джонсона и главы советского правительства Алексея Косыгина, а создание IIASA положило начало значительному проекту межгосударственного научного сотрудничества, которое объединяло страны, несмотря на годы холодной войны. Председателем совета IIASA был избран (и находился на этом посту с 1972 по 1987 год) Джермен Гвишиани — заместитель председателя Государственного комитета Совета Министров СССР по науке и технике (ГКНТ) и зять Косыгина. В 1976 году ГКНТ и Академия наук (АН) СССР создали в Москве Всесоюзный НИИ системных исследований (ВНИИСИ), который стал тесно сотрудничать с IIASA. В те времена ученые из всех стран-учредителей IIASA приезжали туда на работу по контракту на один, два, а то и три года. Однако, оказавшись в Лаксенбурге, они теряли связь со своими научными коллективами. Поэтому в компьютерном центре IIASA был построен телекоммуникационный комплекс. Я с января 1977 года руководил во ВНИИСИ научным направлением „Прикладные системные исследования“ и предложил организовать связь института с телеком-комплексом IIASA. Гвишиани поддержал мою идею и дал мне в подчинение четыре лаборатории, суммарный штат которых превышал 60 человек. Международные линии связи тогда были очень дорогими, и существовали лишь медные кабели (до оптики было ещё далеко). Для сокращения затрат я предложил войти в кооперацию с Чехословакией, которая также была одной из стран-учредителей IIASA: мы организовывали и оплачивали канал из СССР до чехословацкой границы, линию по территории Чехословакии обеспечивала эта страна, а участок от Братиславы до Вены/Лаксенбурга мы оплачивали пополам. Для того чтобы организовать эту линию связи между Москвой и Лаксенбургом, мне пришлось собрать 24 разрешающие визы, включая КГБ и Министерства связи СССР. Минсвязи предоставило нам линию со скоростью 9600 бод (7680 бит/с — прим. ComNews). С помощью мультиплексора мы её поделили на две части: по 4800 бод нам и чехословакам, после чего аппаратно разделили свою половину на синхронный канал 2400 бод и восемь асинхронных каналов по 300 бод, которые позволяли работать с базами данных IIASA сразу восьмерым сотрудникам ВНИИСИ. Линия связи Москва-Прага-Братислава-Вена-Лаксенбург заработала в 1978 году. С её помощью через телекоммуникационный центр IIASA советские пользователи получили возможность работать со всеми информационно-вычислительными ресурсами мира: базами данных Data Star в Швейцарии, Dialog в Калифорнии (США), Pergamon Infoline в Великобритании и др.».
В 1983 году к деятельности ВНИИПАС подключилось правительство США, в результате чего при финансовой поддержке Джорджа Сороса ВНИИПАС стал совладельцем телекоммуникационного проекта San Francisco — Moscow Teleport (SFMT) — путём создания подобных предприятий американские власти и Сорос развивали компьютерные сети по всему миру. Инженер ВНИИСИ/ВНИИПАС с 1979 года Николай Саух в интервью 2003 года вспоминает:
Американцы на нашу активность с самого начала косо смотрели. Устроили скандал: мол, советские выкачивают информацию, пользуясь крышей международного института. Когда они там совсем уже закатили истерику, мы договорились с Радио Австрия (полуправительственная организация, которая занималась коммуникациями в Австрии) о том, чтобы наш канал кончался там. А оттуда уже был доступ ко всем нужным информационным источникам ... Это были базы данных, информационно-поисковые системы: Dialog, DataStar, потом появились всякие Lexis-Nexis’ы... Список источников постоянно пополнялся. Мы получили доступ не только к новостям, но и к совершенно фантастическим запасам библиографической информации — по самым разным наукам. Возможность обшарить миллионы записей — ощущение незабываемое! Помню рекламный плакат Dialog’a: фотография машинного зала, снятая короткофокусным объективом, на которой сплошное поле (сотни!) дисковых накопителей, каждый с хорошую тумбу. Это была фантастика! Понятно, что всякий, кто попробовал этой отравы, выхлопных газов западной цивилизации, западал на эту трубу навсегда.

## Функционирование

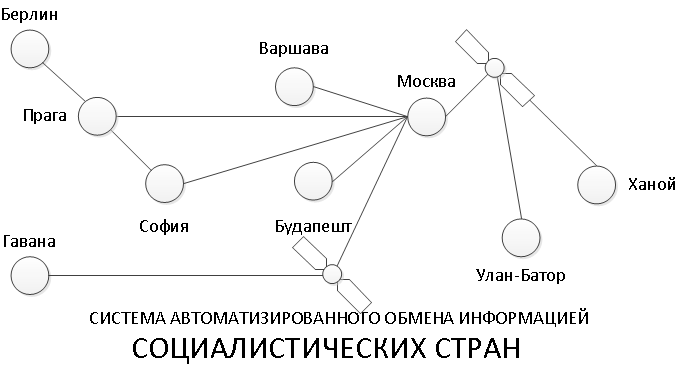
«Схема системы автоматизированного обмена информацией социалистических стран» — зарубежная X.25-сеть ВНИИПАСа, проектного центрального узла «академсети»

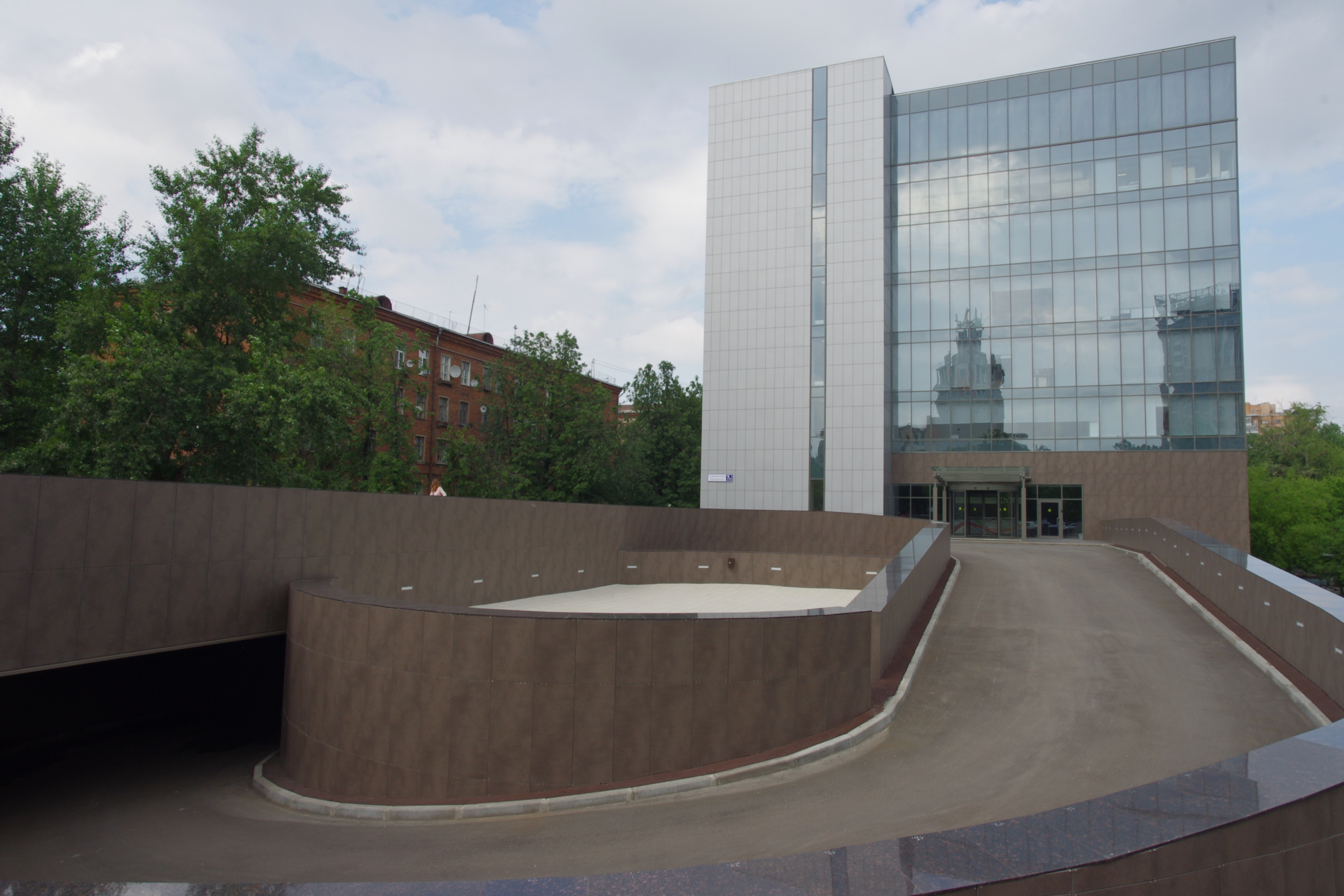
Бывшее второе здание института на улице Дмитрия Ульянова (фото 2014 г.)

В 1987 году компьютерная сеть ВНИИПАС для стран соцлагеря соединяла СССР по наземным каналам с ГДР, ЧССР, Болгарией, Венгрией и Польшей; и по спутниковым — с Вьетнамом, Монголией и Кубой.
На базе института создаётся НЦАО («Национальный центр автоматизированного обмена информацией с зарубежными сетями ЭВМ и банками данных») — общий банк данных для сетей, к которым присоединялся ВНИИПАС, в том числе западных сетей. Согласно документации, «НЦАО ведёт фундаментальные и прикладные исследования, а также осуществляет экспериментальные разработки и опытную эксплуатацию автоматизированных систем для телеобработки информации и применения ЭВМ в информационном обслуживании, научных исследованиях и разработках. Одно из основных мест в работе НЦАО занимает проблематика, связанная с освоением новой информационной технологии — автоматизированным обменом информацией между удалёнными пользователями». Перед НЦАО ставились следующие задачи:
- методическое обеспечение проведения работ по созданию системы автоматизированного обмена информацией с зарубежными сетями ЭВМ и банками данных;
- предоставление пользователям научно-методических консультаций по вопросам использования зарубежных сетей ЭВМ и банков данных;
- техническое, методическое и организационное обеспечение взаимного доступа советских и зарубежных пользователей к информационно-вычислительным ресурсам зарубежных стран и СССР;
- научно-техническая координация работ, связанных с выполнением соглашений с социалистическими странами в области автоматизированного обмена информацией;
- подготовка предложений о заключении соглашений об использовании зарубежных информационно-вычислительных ресурсов и о доступе зарубежных пользователей к советским сетям ЭВМ и банкам данных;
- предоставление сотрудникам иностранных фирм, аккредитованных в СССР, возможности выхода на зарубежные сети ЭВМ и банки данных;
- обеспечение советским пользователям технической возможности передачи их информации, представленной на машинных носителях, зарубежным партнёрам.

Согласно закреплённым полномочиям, НЦАО:
- проводит переговоры и обмен справочно-информационными материалами с зарубежными организациями по вопросам автоматизированного обмена информацией;
- предоставляет ресурсы Национального центра зарубежным пользователям;
- осуществляет подготовку информационных, справочных и рекламных материалов, необходимых для работы советских и зарубежных пользователей;
- участвует в совещаниях и других мероприятиях по вопросам создания систем автоматизированного обмена информацией.

Указывалось, что «вычислительный комплекс обеспечивает возможность автоматизированного обмена данными по телефонным линиям связи с ЭВМ в разных городах Советского Союза и за рубежом в режиме оперативного диалога. НЦАО имёет выход на многие международные сети ЭВМ: ТРАНСПАК, ИПСС‚ ДАТЕКС-ПИ, ШАРП-АПЛ, СКАННЕТ и другие. Через НЦАО имеется возможность работать с зарубежными банками данных по науке, коммерческой деятельности, политике, экологии, сельскому хозяйству для информационного обслуживания научных исследований, для демонстрации советским специалистам возможностей информационной технологии и для обучения пользователей работе в режиме оперативного диалога».
На базе кабельного соединения ВНИИПАС-МИПСА в конце 1980-х годов был создан ведомственный интернет-провайдер «Совам Телепорт» («советско-американский телепорт», известный также как GTS) и ряд других проектов. Так, первым в СССР провайдером коммерческих услуг передачи данных стала компания «Инфоком», созданная в декабре 1988 года при участии ВНИИПАС, финляндской фирмы Fexima, Администрации почты и телекоммуникаций Финляндии и советско-финляндским совместным предприятием Elorg-Data Oy, которое торговало вычислительной техникой. На это было получено одобрение Совета министров СССР.
В начале 1989 года «Совам Телепорт» открывает точку доступа к своей сети в Москве на Центральном телеграфе, о чём 19 февраля 1989 года на передовице сообщает газета New York Times. К единственному «официальному» соединению СССР с Западом через австрийский МИПСА добавляются спутниковые соединения с западными магистральными провайдерами Sprint и Tymnet. В статье New York Times приводятся слова западных учёных, которые радуются этому событию, потому что компьютерная связь с СССР раньше была дорогая, медленная и неустойчивая, а теперь она станет лучше и эффективнее. 25 марта 1989 года в New York Times выходит статья «Советские вычисления: взгляд изнутри», в которой директор ВНИИПАСа Олег Смирнов рассказывает о текущем состоянии цифровой техники и связи в СССР.
В 1989 году институт Моспроект-2 во главе с архитектором Посохиным спроектировали для ВНИИПАСа новое здание на улице Дмитрия Ульянова общей площадью около 6000 м2, в которое переехала часть института (здание в центре также сохранилось за учреждением).
После распада СССР «Совам Телепорт» стал коммерческим провайдером, обслуживавшим прежде всего российские представительства западных компаний и учреждений, а затем и провайдером системы SWIFT для российских банков через свою внутреннюю сеть Sovamnet.
В 1992 году ВНИИПАС был переименован в ИАС — «Институт автоматизированных систем». В 1995 году был приватизирован и вошёл как оператор связи ОАО «ИАС» в холдинг «Акадо». «Совам Телепорт» в 2000 году вошёл в холдинг Golden Telecom.
В 1996 году ИАС продал свою долю в «Совам Телепорте».
ОАО «ИАС» работало под этим именем до конца 2010-х годов. С 2003 года оно обслуживало единые информационно-расчётные центры (ЕИРЦ) правительства Москвы — территориальные предприятия коммунальных расчётов населения (в Петербурге часть первичной Академсети также стала центром коммунальных расчётов, известным как ГУП ВЦКП).
В 2013 году здание на улице Дмитрия Ульянова перешло к компании «Май» — производителю чая и кофе, которая провела полную реконструкцию устаревшего советского строения. В 2010-х гг. бывшее здание ВНИИПАС в Брюсовом переулке было продано авиакомпании S7, а в 2018 году оно было разрушено.

## В воспоминаниях Анатолия Клёсова
Анатолий Клёсов в своих воспоминаниях рассказывает как соединялся с Западом из ВНИИПАС и подчёркивает свою тогдашнюю изолированность от остального научного сообщества в СССР. Клёсова выбрало руководство АН СССР как представителя советской науки, потому что у него был опыт научной работы за рубежом и хорошее знание английского языка. Поэтому он лично упоминался в приглашении к компьютерному общению со стороны ЮНИДО, и его назначили модератором конференции «Биоконверсия лигноцеллюлозы для получения топлива, пищевых продуктов и кормов», первый сеанс которой состоялся 16 декабря 1983 года:
Первая телеконференция в СССР выглядела так: 12 участников рабочей группы (Клёсов, Квеситадзе, Рахимов, Лобанок и другие) обступили терминал во ВНИИПАСе, благодаря которому (через Стокгольмский университет) подключились к обсуждению растений и выделяемой ими целлюлозы с коллегами из Великобритании, США, Канады, Швеции, ФРГ, Италии, ГДР и с Филиппин. В день учёные по очереди могли обменяться примерно сотней сообщений — это максимум, который позволяли модемы в 360 бод (бит/c). По словам Клёсова, через каждые полстроки система висла «от нескольких секунд и минут до полного выброса в офлайн».
После завершения конференции Клёсов продолжил посещать ВНИИПАС и общаться по сети: «в 1984, у меня появилось огромное количество пен-палов, компьютерных собеседников со всего мира. Бизнесмены предлагали контракты с Союзом. Шведские девушки наперебой приглашали приехать в сауну. Американский астронавт Расти Швейкарт неутомимо слал мне письма, предлагая устроить компьютерный мост с Академией наук Союза. Меня считали за гейт-кипера. А ворот-то и не было, они на мне заканчивались». Клёсов пишет: «Надо сказать, что за эти прошедшие первые пару лет я многократно пытался оповестить Академию наук о столь потрясающем новом виде коммуникаций. Писал письма Марчуку (тогдашнему президенту АН СССР), Велихову и Овчинникову (вице-президентам), и всё как в колодец, никакого ответа. Сначала я про себя возмущался — бюрократы, но потом, когда картина неответов стала уж очень явной, я начал понимать, что тут дело в другом. ОНИ ЗНАЛИ, что никаких компьютерных коммуникаций в СССР быть не может».
В этих условиях огласка сведений о том, что Клёсов «бесконтрольно и регулярно имеет постоянный контакт с заграницей» была опасна для него преследованием со стороны советских спецслужб. Клёсов написал в 1984 году в журнал «Наука в СССР» статью «В моду входят телеконференции», пытаясь создать себе безопасный образ учёного-исследователя — «вы же про космос там публикуете, не опасаясь, что все захотят. И то, для космоса надо медкомиссию пройти, так что всех не пропустят. И ещё, публикуете же вы там про остров Пасхи, к примеру? И опять, не могут все туда захотеть, потому как билет туда надо купить за валюту. То есть имеют место объективные факторы, что массы захотят, но не смогут. Так же и с компьютерными конференциями, говорю».
Статью Клёсова сначала не пропустила советская цензура, но в 1985 году она всё же вышла. Клёсов указывает, что в статье есть ложное место — фотография компьютеров на кафедре химической энзимологии МГУ с подписью «подготовка к очередной телеконференции ведётся в одном из вычислительных центров МГУ». «Это — неправда. Компьютерные конференции в середине 1980-х годов в Союзе проводились только из ВНИИПАС», — пишет Клёсов и выражает благодарность Олегу Смирнову, директору ВНИИПАС, отмечая: «я искренне верю, что он фактически прикрывал меня все эти годы, так как по советским понятиям моя бесконтрольная многолетняя деятельность по несанкционированному выходу за рубеж через компьютерные сети была совершенно противозаконной». Статью Клёсова затем перепечатали журналы «Знание — сила», «Наука и жизнь» и другие, были сделаны переводы на английский, немецкий и испанский языки, а в 1988 году по её мотивам Клёсов сделал телепередачу на Первом канале ЦТ.

## В сериале Андрея Лошака
5 сентября 2019 года журналист Андрей Лошак представил документальный сериал «Холивар. История Рунета». Он повёл свой отсчёт истории Рунета с первого телемоста США—СССР 5 сентября 1982 года. Телемост, по его данным, придумал «хиппи из Калифорнии» Джоэл Шац (Joel Schatz) во время рок-фестиваля, захотев поговорить с людьми на другом конце планеты с помощью больших экранов, которые были на фестивале. Проект получил одобрение американских и советских властей и название «Москва—Космос—Калифорния». Для его организации использовалась цифровая связь ВНИИПАСа через спутниковую сеть. Интервью с Шацем открывает сериал Андрея Лошака. Первый телемост не был показан по телевидению, люди в основном не вели содержательного общения, а танцевали под песни Аллы Пугачёвой и махали друг другу руками. Но мероприятие дало старт серии более серьёзных телемостов, а Шац приехал в СССР и стал одним из управленцев «Совам Телепорт». В сериале показаны фрагменты телепередачи Гостелерадио СССР 1988 года «В моду входят телеконференции» с Анатолием Клёсовым в кадре.